# Сейнер

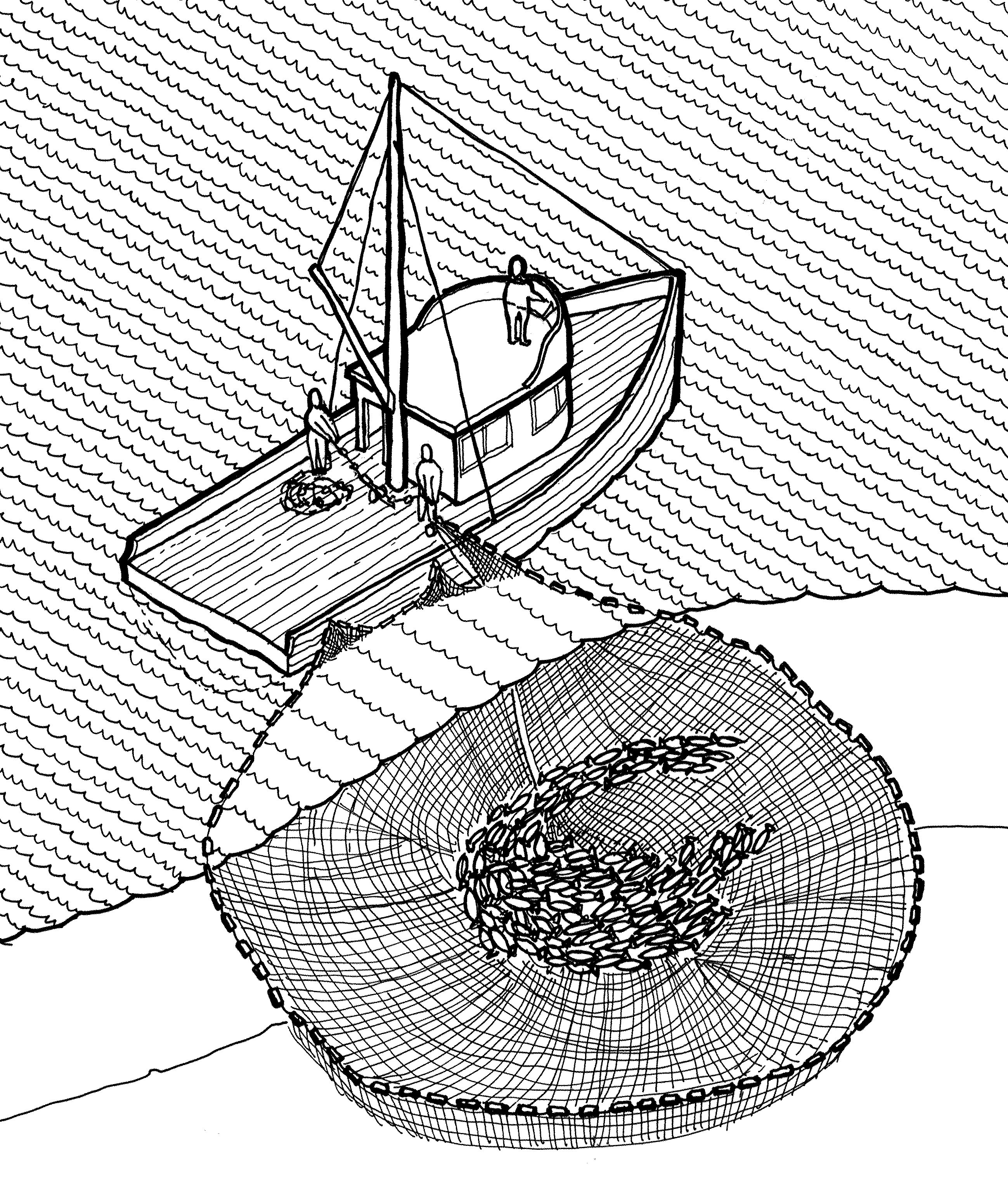
Судно, захватившее косяк рыбы в кошельковый невод

Се́йнер (англ. seiner, от (purse) seine — (кошельковый) невод) — рыболовное судно для лова рыбы снюрреводом или кошельковым неводом, который также может называться сейной (англ. seine).
Сейнер — обычно однопалубное судно с надстройкой, смещённой к носовой части. На корме имеются рабочее пространство (сейнерная площадка) для хранения и обработки невода и поворотная площадка, откуда он вымётывается при облове. Один конец невода при лове закрепляется на вспомогательном мотоботе, который во время переходов и поиска рыбы находится на рабочей палубе сейнера или буксируется им. Для повышения манёвренности у крупных сейнеров иногда предусматриваются средства активного управления (активные рули, поворотные выдвижные колонки, подруливающие устройства и т. п.). Сейнеры оборудуются устройствами для выборки невода и его укладки, установками для охлаждения и машинами для обработки рыбы. Для поиска скоплений рыбы сейнеры оснащаются рыбопоисковой аппаратурой — например, эхолотом.
От траулера сейнер отличается, как правило, меньшей мощностью двигателя и палубной лебедки, хотя современные суда взаимозаменяемы (мощный сейнер может вести промысел тралом, а траулер — снюрреводом или кошельковым неводом).
С советских времен существует несколько типовых сейнеров:
- РС — рыболовный сейнер
- МРС — малый рыболовный сейнер (СЧС-225 и другие.)
- ССТ — средний сейнер тунцеловный
- СЧС — средний черноморский сейнер.